# Adolf Durrer
Adolf Durrer (* 10. März 1849 in Dallenwil; † 19. Februar 1909 in Stansstad) war ein Schweizer Politiker. Von 1898 bis 1904 gehörte er als Vertreter der Liberalen dem Regierungsrat des Kantons Nidwalden an.

## Leben
Adolf Durrer war Sohn des Schneiders Alois Durrer und der Aloisia Lussi. Nach der Schule wurde er Lehrer in Brunnen im Kanton Schwyz und danach in Stans. Später übernahm Durrer die Sägerei des Schwiegervaters und stieg in den Holzhandel ein. 
Auf lokaler Ebene war er 1874 Gemeinderat von Stansstad, 1877 wurde Durrer Gemeindepräsident. Zudem  war er ab 1877 auch im Kirchenrat Stans. Später wurde Adolf Durrer Kirchmeier (Präsident des Kirchenrats).
Auch auf kantonaler Ebene übte Adolf Durrer mehrere Ämter aus. Ab 1877 war er Ratsherr im Landrat. Er war zudem Mitglied des Erziehungsrats. An der Landsgemeinde 1898 wurde er in den Regierungsrat gewählt. Er blieb die ganze sechsjährige Wahlperiode in der Nidwaldner Regierung.
Adolf Durrer heiratete 1872 die Engelbergerin Josefa Amstutz. Aus dieser Ehe stammten drei Söhne und zwei Töchter. Seine erste Ehefrau starb am 16. Februar 1880 mit 35 Jahren. Am 28. Januar 1881 heiratete Adolf Durer Franziska Wagner. Aus dieser Ehe stammten vier Söhne und drei Töchter.

## Quelle
- Neues Stammbuch. Band II, Durrer I, 48 (7) (S. 6).